# Cajares
Os cajares (também referidos como kadjars, kajars, kadzhars, cadzhars, cadjars, etc.) são uma tribo oguz que viveu, juntamente com outras tribos, na área onde hoje em dia é a Armênia, o Azerbaijão e o norte do Irão. Eles são considerados um povo azeri. Nos séculos XVII e XVIII, os qajars resistiram aos safávidas e fundaram o Canato de Carabaque. Em 1794, um chefe qajar, Maomé Cã Cajar, fundou a dinastia Cajar que substituiu a dinastia Zande no Irão. Em 1980 a população qajar excedia 15 000 pessoas, a maioria delas vivendo no Irão.